# Jules Vandooren

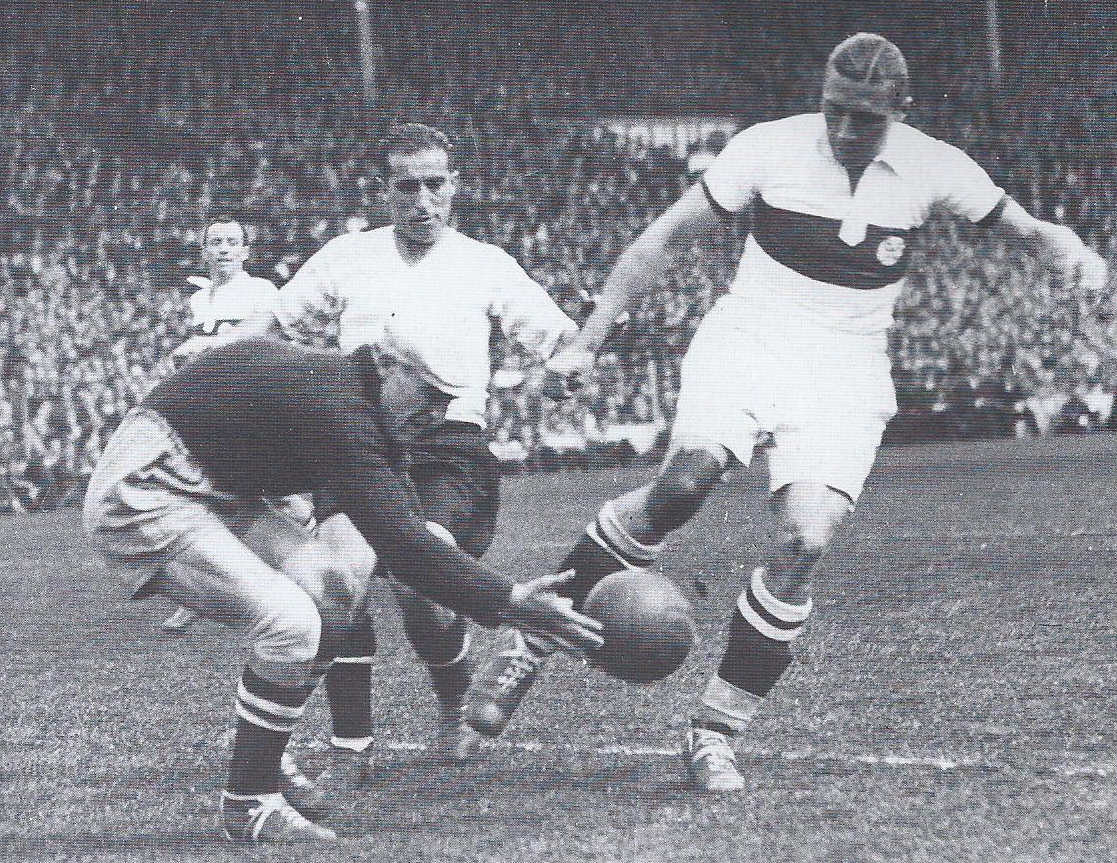
Vandooren (rechts) im Pokalfinale 1939

Jules Vandooren (* 30. Dezember 1908 in Armentières, Département Nord; † 7. Januar 1985 in Calais) war ein französischer Fußballspieler und -trainer.

## Die Spielerkarriere

### Im Verein
Der hochgewachsene rechte Verteidiger Jules Vandooren gilt noch heute als Inbegriff des sehr „britischen“ Fußballs, der in der Zeit zwischen den Weltkriegen insbesondere im schwerindustriell geprägten Norden Frankreichs gepflegt wurde: technisch nicht eben begnadet, aber ein harter und fairer Verteidiger, der selten die Mittellinie überquerte und den Ball mit weiten Schlägen konsequent aus der Gefahrenzone beförderte – für seine Gegenspieler ein außerordentlich schwierig zu überwindender Fels in der Abwehr. Mit 18 Jahren verpflichtete ihn Olympique Lillois, wo er sich schnell einen Stammplatz sicherte und knapp sechs Jahre später endgültig zu den Großen seines Metiers gezählt werden musste: mit Lille wurde er 1932/33 in der neu gegründeten Profiliga, der Division 1, auf Anhieb Französischer Meister und bereits einige Wochen vor Saisonende auch erstmals in die Nationalelf berufen. In den folgenden Jahren spielte Vandooren mit Lille immer in der oberen Tabellenhälfte mit, wurde 1936 Vizemeister und stand 1939 auch im Endspiel des französischen Pokals.
Nach der Besetzung Frankreichs durch die deutsche Wehrmacht gehörte der Norden des Landes zur „verbotenen Zone“, was auch erhebliche Einschränkungen des Sportbetriebs zur Folge hatte. Deshalb wechselte Jules Vandooren zu Red Star Paris, wo er 1941 den allerdings nur inoffiziellen Titel eines Meisters der Zone Nord gewann, und anschließend als Spielertrainer zu Stade de Reims, mit dem er 1942 diesen Erfolg wiederholen konnte. Im selben Jahr bestritt er nach längerer kriegsbedingter Unterbrechung auch noch zwei Länderspiele; 1943 beendete er seine Spielerlaufbahn.

#### Stationen
- US Pérenchies und JA Armentières (als Jugendlicher)
- Olympique Lillois (1927–1939)
- Red Star Paris (1939–1941)
- Stade de Reims (1941–1943, als Spielertrainer)

### Der Nationalspieler
Zwischen Februar 1933 und März 1942 bestritt Jules Vandooren 22 Länderspiele für die Équipe Tricolore (20 in seiner Zeit bei Lille, 2 bei Reims) und trug auch dreimal die Kapitänsbinde. Er bildete gemeinsam mit Étienne Mattler aus Sochaux in den 1930er Jahren ein bis heute im Hexagon legendäres Verteidigerpaar, das bei den Weltmeisterschaften 1934 und 1938 aufgeboten wurde – 1934 laborierte Vandooren allerdings noch an den Folgen einer Verletzung und 1938 entschied sich das Auswahlkomitee des Verbandes für den Konkurrenten Héctor Cazenave, so dass er bei beiden WM-Endrunden ohne Einsatz blieb.

## Der Trainer
Nach seinen ersten Gehversuchen als Spielertrainer in Reims betreute er bis 1948 den Amateurklub Arago Sport Orléans, ab 1949 SM Caen, La Gantoise Gent (Belgien) und von 1959 bis 1961 seinen langjährigen Klub Lille Olympique, der allerdings gerade in die zweite Liga abgestiegen war. Es folgten Engagements als Nationaltrainer des Senegal (1961–1963), bei UA Sedan-Torcy (1963/64) und erneut in Orléans. Über weitere Trainerstationen gibt es in den Quellen widersprüchliche Aussagen. In den 1970ern setzte Jules Vandooren sich in Calais zur Ruhe, wo er wenige Tage nach seinem 76. Geburtstag starb.

## Palmarès (als Spieler)
- Französischer Meister: 1933 (sowie Meister der Zone Nord 1941 mit Red Star und 1942 mit Reims)
- Französischerfinalist: 1939
- 22 A-Länderspiele; WM-Teilnehmer 1934 und 1938